# Orthetrum lemur
Orthetrum lemur – gatunek ważki z rodziny ważkowatych (Libellulidae).